# ووم‌پو
گروه بحث دربارهٔ شعر زنان که به نام ووم‌پو شناخته می‌شود، یک گروه بحث بین‌المللی است که به بحث دربارهٔ شعر زنان اختصاص دارد. ووم‌پو در دسامبر ۱۹۹۷ توسط شاعر آنی فینچ تأسیس شد. این گروه بحث پس از میزبانی در دانشگاه میامی، دانشگاه جنوبی مین و کالج ناسو، در حال حاضر بر روی گوگل گروپس میزبانی می‌شود. بیشتر اعضای آن شاعرانی از ایالات متحده آمریکا، بریتانیا، استرالیا و نیوزیلند هستند. بحث‌های این منجر به برگزاری نشست‌های علمی، خوانش‌های شعر، همکاری‌های شعری، گروه بحثهای منشعب مانند فهرست مام‌پو، چاپ مقالاتی در نشریاتی مانند یک تاج سونت در مجله Prairie Schooner در سال ۲۰۰۷ و همچنین انتشار یک مجموعه شعر با عنوان «نامه‌هایی به جهان: شعرهایی از فهرست‌سرو ووم‌پو» در سال ۲۰۰۸ توسط انتشارات رد هن شده است.

## تاریخچه
در مصاحبه‌ای در سال ۲۰۱۶، آنی فینچ از تأسیس ووم‌پو به عنوان پاسخی به سرکوب صدای زنان در سایر گروه بحثهای شعری، از جمله فهرست شعر معاصر آمریکا و فهرست پستی شاعرانگی دانشگاه بوفالو در سال ۱۹۹۷ یاد می‌کند. فینچ می‌گوید: «در ۱۸ دسامبر، آن‌قدر ناامید شدم که تقریباً به‌طور ناگهانی، مجوز استفاده از سرور دانشگاه میامی را گرفتم و ووم‌پو را با ارسال ایمیلی به چند دوست… و برخی زنانی که نمی‌شناختم اما متوجه شده بودم که تلاش می‌کنند نظرات هوشمندانه‌شان را در گروه بحثهای مردسالار مطرح کنند، آغاز کردم.» از نخستین مشترکان این فهرست می‌توان به وندی بتین، کاترین دیلی، مریلین هکر، فریده حسن‌زاده، آلیسون جوزف، ریچل لودن، گوین مک‌وی، مریلین نلسون، جودیت روئیتمن، سوزان شولتز، کاترین وارنس و الیزابت والدنر اشاره کرد. فینچ در سال‌های نخستین، یک تسهیل‌گر بسیار فعال و پیگیر در شکل‌گیری فرهنگ این گروه بحث بود، به‌ویژه در پنج یا شش سال اول. یکی از چالش‌های اولیه این بود که آیا مردان نیز می‌توانند در این گروه بحث حضور داشته باشند یا خیر، که پس از بحث‌های گسترده، با اجماع عمومی پاسخ «بله» داده شد. این گروه بحث در سال ۲۰۰۴، همراه با فینچ، از دانشگاه میامی به دانشگاه جنوبی مین منتقل شد و در سال ۲۰۰۸، آنی فینچ از شاعر امی کینگ خواست که مدیریت آن را بر عهده بگیرد. چند سال بعد، کینگ مدیریت آن را به کریستینا ام. راو سپرد. بیستمین سالگرد تأسیس ووم‌پو در ۲۲ مهٔ ۲۰۱۸ با برگزاری نشستی در کنفرانس Poetry by the Sea گرامی داشته شد. این نشست که توسط امی کینگ، تسهیل‌گر فهرست، اداره شد، شامل سخنرانی باربارا کروکر، آنی فینچ (بنیان‌گذار فهرست) و آلیسون جوزف بود و بسیاری از اعضای ووم‌پو نیز در میان حضار حضور داشتند.

## اعضا
برخی از اعضای برجسته ووم‌پو شامل شاعران ساندرا بیزلی، مارگو بردشفسکی، چانا بلاخ، آلیسون هج کوک، مارتا کالینز، شارون دوبیاگو، آنی فینچ، آن فیشر-ویرث، دیزی فرید، کیت گیل، دانیلا جوسیفی، آریل گرینبرگ، گابریل گادینگ، آر. اس. گوین، آلیسون جوزف، مریلین هکر، فریده حسن‌زاده، الوئیس کلاین هیلی، جولی کین، امی کینگ، اورسولا لو گویین، جفری لوین، مریلین نلسون، مندی اوبادیکه، آلیشیا استرایکر، کاتا پولیت، مالی پیکاک، میرا روزنتال، متا سما، راتی ساکسنا، سوزان ام. شولتز، پگی شوماکر، اوی شوکلی، ران سیلیمان، پاتریشیا اسمیت، استفانی استریکلند، لزلی ویلر و ریچل زوکر بوده‌اند.

## فرهنگ
ووم‌پو یک جامعه نزدیک با سنت‌های دیرینه و منحصربه‌فردی است، از جمله خطاب دوستانه اعضا به‌عنوان «ووم‌پونی‌ها» و برگزاری صبحانه سالانه در روز جمعه در کنفرانس برنامه نویسندگان وابسته. چندین خبرنامه هفتگی که به‌صورت داوطلبانه اداره می‌شوند، از ارسال مطالب تبلیغاتی و پیام‌های تبریک در فهرست جلوگیری می‌کنند تا بحث‌ها به‌طور متمرکز بر شعر باقی بمانند.